# Колсон, Кристиан
Кристиан Колсон (англ. Christian Colson; род. 15 сентября 1968) — британский кинопродюсер. Он наиболее известен как продюсер фильма 2008 года «Миллионер из трущоб», за который он получил множество наград, включая премии «Оскар» и BAFTA за лучший фильм.

## Фильмография

### Продюсер
- Спуск / The Descent (2005)
- Райское озеро / Eden Lake (2008)
- Миллионер из трущоб / Slumdog Millionaire (2008)
- Спуск 2 / The Descent Part 2 (2009)
- Центурион / Centurion (2010)
- 127 часов / 127 Hours (2010)
- Транс / Trance (2013)
- Сельма / Selma (2014)
- T2: Трейнспоттинг / T2 Trainspotting (2016)
- Траст / Trust (2018)